# Temporada 1990-1991 del Club Joventut Badalona
La temporada 1990-1991 va ser la 52a temporada en actiu del Club Joventut Badalona des que va començar a competir de manera oficial. La Penya va disputar la seva 35a temporada a la màxima categoria del bàsquet espanyol i va acabar la fase regular com a líder, classificant-se per disputar els play-offs i aconseguit el títol de lliga, millorant així la posició assolida la temporada anterior. L'equip també va ser semifinalista de la Copa Korac, tercer classificat de la Copa del Rei i campió de la Lliga catalana i de la Copa Príncep d'Astúries.

## Resultats
Copa Korac
A la Copa Korac l'equip va quedar eliminat en semifinals amb el Reial Madrid per diferència de punts entre els dos partits. Abans de quedar eliminat, havia eliminat el Bellinzona Basket (Suïssa) a setzens, va superar la lligueta de vuitens com a primer classificat del seu grup i es va desfer de l'Estudiantes a les semifinals.
Lliga ACB i play-offs
Aquesta temporada guanya la Lliga ACB. Finalitza la fase regular en la primera posició de 24 equips participants, classificant-se per disputar els play-offs. En 34 partits disputats de la fase regular va obtenir un bagatge de 30 victòries i 4 derrotes, amb 3.091 punts a favor i 2.550 en contra (+541). Als play-offs va eliminar el DYC Breogán a vuitens, al CB Atlético de Madrid-Villalba a quarts i al Taugrés Baskonia a semifinals. A la final va aconseguir el títol en derrotar el Barça en quatre partits.
Copa del Rei
El Joventut va arribar fins a les semifinals de la Copa després d'eliminar el TDK Manresa a quarts per 83 a 81. Va quedar fora de la final en perdre davant l'Estudiantes 71 a 81. La Penya va disputar un partit pel tercer i quart lloc amb el perdedor de l'altre eliminatòria, el Reial Madrid, i la victòria va ser per als verd-i-negres per 79 a 63.
Copa Príncep d'Astúries
La penya va guanyar la seva tercera Copa Príncep d'Astúries en derrotar el Fórum Valladolid per 72 a 52.
Lliga catalana
La Penya va guanyar aquesta edició de la Lliga catalana guanyant a la final al FC Barcelona per 92 a 70. A semifinals havia derrotat el Granollers per 86 a 61.

## Plantilla
La plantilla del Joventut aquesta temporada va ser la següent:
| Club Joventut Badalona: plantilla 1990-91 |       |      |
| Jugador                                   | Pos.  | A.   |
| Carlos Ruf                                | Pivot | 2.10 |
| Rafa Jofresa                              | Base  | 1.83 |
| Tomàs Jofresa                             | Base  | 1.84 |
| Jordi Villacampa                          | Aler  | 1.96 |
| Jordi Pardo                               | Aler  | 1.92 |
| Corny Thompson                            | Pivot | 2.02 |
| Harold Pressley                           | Aler  | 2.03 |
| Juan Antonio Morales                      | Pivot | 2.11 |
| Ferran Martínez i Garriga                 | Pivot | 2.12 |

| Club Joventut Badalona: staff 1990-91 |            |
| Nom                                   | Funció     |
| Lolo Sáinz                            | Entrenador |

| Jugadors del planter amb minuts al 1r equip |       |      |              |
| Jugador                                     | Pos.  | A.   | Participació |
| Oscar Alarcón                               | Aler  | 1.97 | 1 partit     |
| Ferran López                                | Base  | 1.88 | 7 partits    |
| Jordi Llorens                               | Pivot | 2.03 | 1 partit     |
| Jordi Oms                                   | Pivot | 2.02 | 1 partit     |

### Baixes
| Baixes a l'inici de temporada |       |
| Jugador                       | Pos.  |
| Josep Maria Margall           | Aler  |
| Josep Antoni Montero          | Base  |
| Dani Pérez                    | Aler  |
| Reggie Johnson                | Pivot |
| Lemone Lampley                | Pivot |